# 蕲春县
蕲春县位于中华人民共和国湖北省东部，长江北岸、蕲水流域，是黄冈市下辖的一个县。东邻安徽省太湖县、宿松县。

## 历史
蕲春縣远古文明可以上溯到新石器时代，是鄂东最古老的县之一。
西汉高祖六年（前201年）建县。明洪武九年（1367年）置蕲州，裁县，以州领县事。1912年中华民国成立后，裁州，复蕲春县。
汉季以来，蕲春以地 处“吴头楚尾”，扼控长江，战略地位显要，历为当权者所重视，先后设郡、州、府、路、行政督察区专员公署于境内；明代尚设蕲州卫、下江防道于蕲州，并迁荆王府于蕲州治所。

## 行政区划

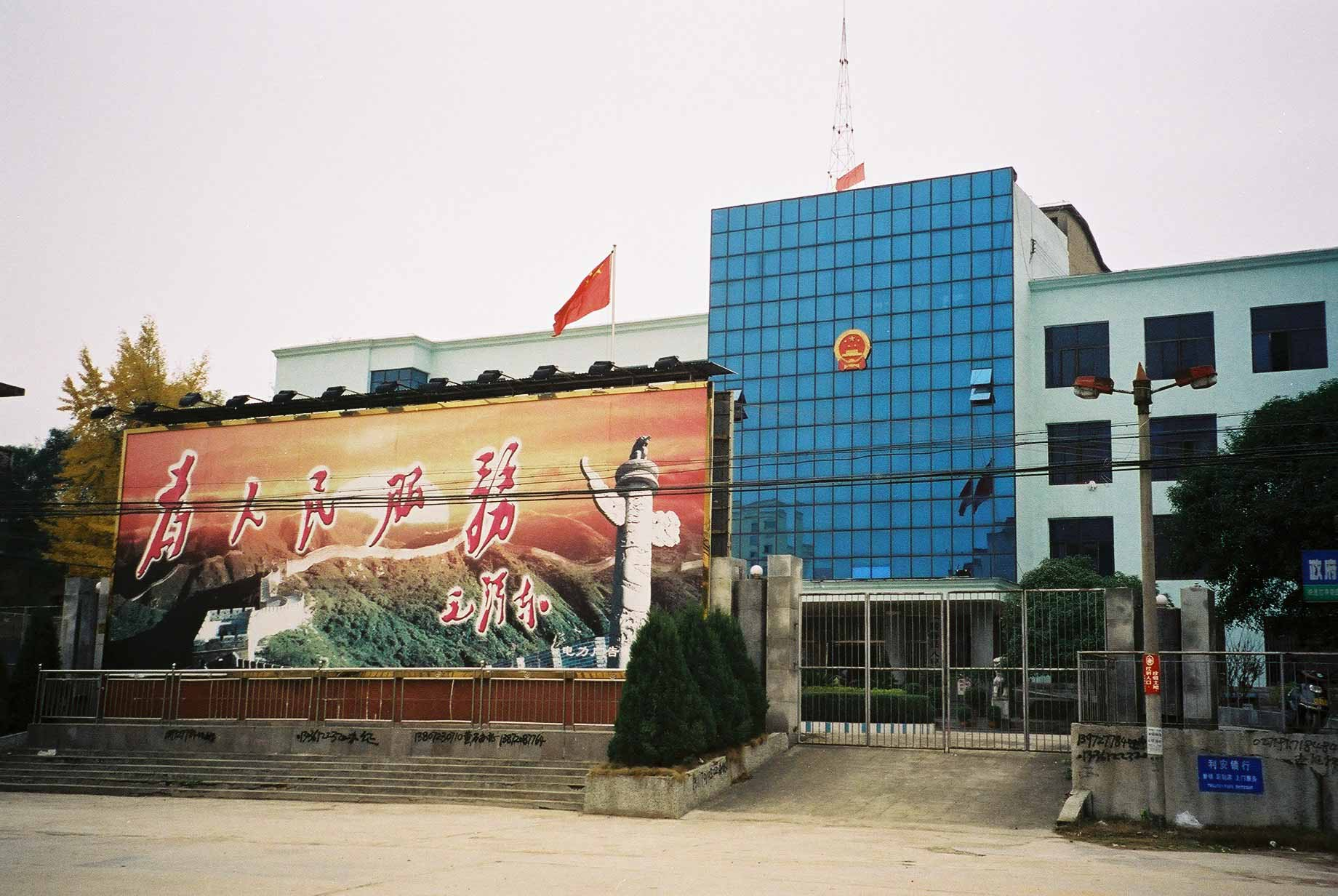
蕲春县政府

蕲春县下辖13个镇、1个乡：
漕河镇、赤东镇、蕲州镇、管窑镇、彭思镇、横车镇、株林镇、刘河镇、狮子镇、青石镇、张塝镇、大同镇、檀林镇、向桥乡、八里湖农场和铁路经济开发区。

## 交通
- 220国道过境。
- 347国道过境。

## 人口
黄冈市第七次全国人口普查公报显示：蕲春县常住人口为792101人，男性人口占比51.38%，女性人口占比48.62%，年龄结构中0-14岁占比21.77%，15-59岁占比59.17%，60岁以上占比19.07%，65岁以上占比14.58%。

## 历史人物
- 吳淑： 北宋大型類書一《太平御覧》的編撰者之壹
- 李时珍
- 詹大悲
- 黄侃
- 胡風

## 特产
蕲春四宝：蕲蛇、蕲龟、蕲竹、蕲艾。

## 名胜古迹
- 李时珍墓
- 太平森林公园